# Themba Gorimbo
Themba Takura Lawrence Gorimbo (Bikita, Masvingo, Zimbabue, 23 de enero de 1991) es un artista marcial mixto zimbabuense que compite en la división de peso wélter de Ultimate Fighting Championship (UFC).

## Primeros años
Nació en Bikita, Zimbabue.
Perdió a su madre a los 12 años y a su padre a los 13 años. Abandonó los estudios a los 16 años para convertirse en contrabandista de diamantes de sangre y poder sobrevivir y cuidar de su hermano menor. Fue mordido por perros pastor alemán después de que le pillaran excavando ilegalmente en busca de diamantes de sangre en las minas. A los 17 años, huyó a Sudáfrica, donde acabó descubriendo las artes marciales mixtas. Más tarde compró su propio billete de avión para ir a Estados Unidos a seguir su carrera en las MMA.

## Carrera de artes marciales mixtas

### Ultimate Fighting Championship
Se esperaba que se enfrentara a Billy Goff el 18 de febrero de 2023 en UFC Fight Night: Andrade vs. Blanchfield. Sin embargo, Goff se retiró por razones no reveladas y fue sustituido por A.J. Fletcher. Perdió el combate por sumisión en el segundo asalto.
Se enfrentó a Takashi Sato el May 20 de mayo de 2023 en UFC Fight Night: Dern vs. Hill. Ganó el combate por decisión unánime.
Se esperaba que se enfrentara a Kiefer Crosbie el 3 de febrero de 2024 en UFC Fight Night: Dolidze vs. Imavov. Sin embargo, el 5 de enero se anunció que Crosbie se retiraba debido a una lesión. Fue sustituido por Pete Rodriguez. Ganó el combate por TKO en el primer asalto.
Se enfrentó a Ramiz Brahimaj el 18 de mayo de 2024 en UFC Fight Night: Barboza vs. Murphy. Ganó el combate por decisión unánime.
Se enfrentó a Niko Price el 12 de octubre de 2024 en UFC Fight Night: Royval vs. Taira. Ganó el combate por decisión unánime.
Se espera que se enfrente a Vicente Luque el 7 de diciembre de 2024 en UFC 310.

## Vida personal
Se convirtió en el primer zimbabuense en ganar un combate en UFC.

### Filantropía
En una entrevista posterior al combate, tras su primera victoria en la UFC, mencionó que no tenía dinero, que tenía 7 dólares en su cuenta. Eso llamó la atención del exluchador de WWE y estrella de Hollywood Dwayne Johnson que sorprendió a Gorimbo en su gimnasio. Conmovido por la historia de Themba de tener 7 dólares en su cuenta, probablemente debido al hecho de que Johnson también tenía 7 dólares tras ser despedido por la NFL, Johnson sorprendió a Themba comprándole una casa.
Inició un proyecto de perforación de pozos en Bikita, el pueblo en el que creció, en Zimbabue. Recibió ayuda de los UAE Warriors (una organización profesional de artes marciales mixtas con sede en Abu Dabi), entre ellos John Rogoveanu, un filántropo. Empezó con dos pozos de sondeo. Su compañero de lucha Marlon Vera también donó a la causa de Themba para construir más pozos de sondeo.
Tiene previsto construir una biblioteca con energía solar en su ciudad natal para que los niños puedan estudiar a deshora.

## Récord en artes marciales mixtas
| Resultado | Récord | Oponente               | Método                                    | Evento                                   | Fecha                    | Ronda | Tiempo | Localización            | Notas                                                |
| --------- | ------ | ---------------------- | ----------------------------------------- | ---------------------------------------- | ------------------------ | ----- | ------ | ----------------------- | ---------------------------------------------------- |
| Victoria  | 14-4   | Niko Price             | Decisión (unánime)                        | UFC Fight Night: Royval vs. Taira        | 12 de octubre de 2024    | 3     | 5:00   | Las Vegas, Nevada       |                                                      |
| Victoria  | 13-4   | Ramiz Brahimaj         | Decisión (unánime)                        | UFC Fight Night: Barboza vs. Murphy      | 18 de mayo de 2024       | 3     | 5:00   | Las Vegas, Nevada       |                                                      |
| Victoria  | 12-4   | Pete Rodriguez         | TKO (puñetazos)                           | UFC Fight Night: Dolidze vs. Imavov      | 3 de febrero de 2024     | 1     | 0:32   | Las Vegas, Nevada       |                                                      |
| Victoria  | 11-4   | Takashi Sato           | Decisión (unánime)                        | UFC Fight Night: Dern vs. Hill           | 20 de mayo de 2023       | 3     | 5:00   | Las Vegas, Nevada       |                                                      |
| Derrota   | 10-4   | A.J. Fletcher          | Sumisión (estrangulamiento de guillotina) | UFC Fight Night: Andrade vs. Blanchfield | 18 de febrero de 2023    | 2     | 1:37   | Las Vegas, Nevada       |                                                      |
| Victoria  | 10-3   | Julio Rafael Rodrigues | Decisión (unánime)                        | Fury FC 65                               | 26 de junio de 2022      | 3     | 5:00   | Nueva Orleans, Luisiana |                                                      |
| Derrota   | 9-3    | Handesson Ferreira     | Decisión (unánime)                        | UAE Warriors 24                          | 29 de octubre de 2021    | 3     | 5:00   | Abu Dabi                |                                                      |
| Victoria  | 9-2    | Lyle Karam             | Sumisión (estrangulamiento de triángulo]] | EFC 84                                   | 14 de marzo de 2020      | 2     | 2:06   | Pretoria                | Defendió el Campeonato de Peso Wélter de la EFC.     |
| Victoria  | 8-2    | Luke Michael           | TKO (puñetazos)                           | EFC 82                                   | 28 de septiembre de 2019 | 1     | 2:48   | Brakpan                 | Ganó el vacante Campeonato de Peso Wélter de la EFC. |
| Victoria  | 7-2    | José da Rocha Junior   | Decisión (unánime)                        | EFC 79                                   | 4 de mayo de 2019        | 3     | 5:00   | Johannesburgo           |                                                      |
| Derrota   | 6-2    | Dave Mazany            | KO (puñetazos)                            | EFC 63                                   | 9 de septiembre de 2017  | 3     | 5:00   | Ciudad del Cabo         |                                                      |
| Victoria  | 6-1    | Joe Cummins            | Decisión (unánime)                        | EFC 49                                   | 13 de mayo de 2016       | 3     | 5:00   | Johannesburgo           | Regreso al peso wélter.                              |
| Derrota   | 5-1    | Leon Mynhardt          | Sumisión (estrangulamiento de guillotina) | EFC 44                                   | 3 de octubre de 2015     | 2     | 1:03   | Johannesburgo           | Por el Campeonato de Peso Ligero de la EFC.          |
| Victoria  | 5-0    | Alex Cheboub           | Sumisión (estrangulamiento de guillotina) | EFC 37                                   | 21 de febrero de 2015    | 1     | 1:50   | Johannesburgo           | Debut en el peso ligero.                             |
| Victoria  | 4-0    | Chaz Wasserman         | Sumisión (estrangulamiento brabo)         | EFC 27                                   | 27 de febrero de 2014    | 2     | 4:31   | Provincia de Gauteng    |                                                      |
| Victoria  | 3-0    | Chimmy van Winkel      | Sumisión (barra de brazo)                 | EFC 26                                   | 12 de diciembre de 2013  | 1     | 1:59   | Provincia de Gauteng    |                                                      |
| Victoria  | 2-0    | Juan Lubbe             | Sumisión (barra de brazo)                 | EFC 22                                   | 15 de agosto de 2013     | 1     | 3:48   | Provincia de Gauteng    |                                                      |
| Victoria  | 1-0    | Sydney Mokgolo         | Sumisión (estrangulamiento de triángulo)  | Imagine FC 3                             | 15 de junio de 2013      | 2     | 1:50   | Gqeberha                | Debut en el peso wélter.                             |